# 阿塞拜疆最高法院

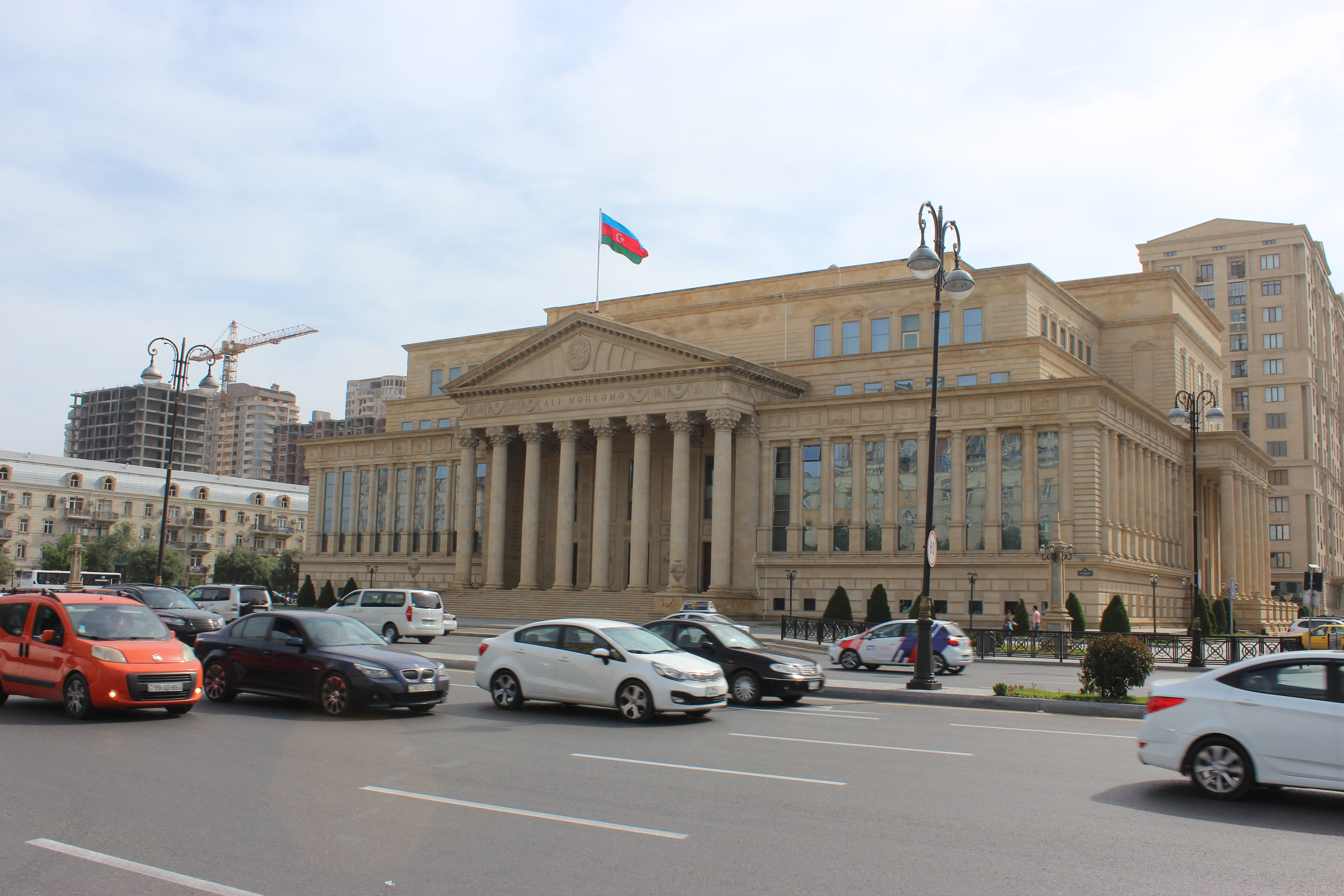
阿塞拜疆最高法院

阿塞拜疆最高法院是阿塞拜疆最高級別的法院和终审法院。 最高法院有权审理民事、刑事纠纷以及其他案件。 阿塞拜疆最高法院建築位於巴库。
1918年11月14日，阿塞拜疆最高法院成立。此後阿塞拜疆雖然一度是蘇聯的一部分，但是該法院依然是阿塞拜疆苏维埃社会主义共和国的最高法院。